# سياسة تركيا

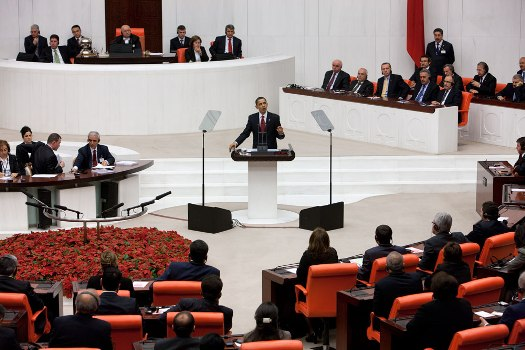
الدائرة الكبرى الجمعية الوطنية الكبرى في أنقرة.

تركيا هي ديمقراطية تمثيلية برلمانية. منذ تأسيسها كجمهورية في عام 1923، وقد وضعت تركيا تقليداً قوياً للعلمانية. دستور تركيا يحكم الإطار القانوني للبلد. وهو يحدد المبادئ الرئيسية للحكومة ويضع تركيا كدولة مركزية موحدة.
رئيس الجمهورية هو رئيس الدولة وله دور شرفي إلى حد كبير. وينتخب الرئيس لمدة خمس سنوات عن طريق الانتخاب المباشر. اُنتخب عبد الله غول رئيسًا للبلاد في 28 آب 2007، الذي حصل على أكبر عدد من الأصوات البرلمانية خلفًا للرئيس أحمد نجدت سيزر.
وتمارس السلطة التنفيذية من رئيس مجلس الوزراء ومجلس الوزراء الذي يشكلون الحكومة، بينما تناط السلطة التشريعية في البرلمان من غرفة واحدة، والجمعية الوطنية الكبرى لتركيا. السلطة القضائية مستقلة عن السلطة التنفيذية والسلطة التشريعية، واتهم المحكمة الدستورية مع الحاكم على مطابقة القوانين والمراسيم مع الدستور. مجلس الدولة هو المحكمة الملاذ الأخير لحالات الإداري، ومحكمة الاستئناف العليا لجميع الآخرين.

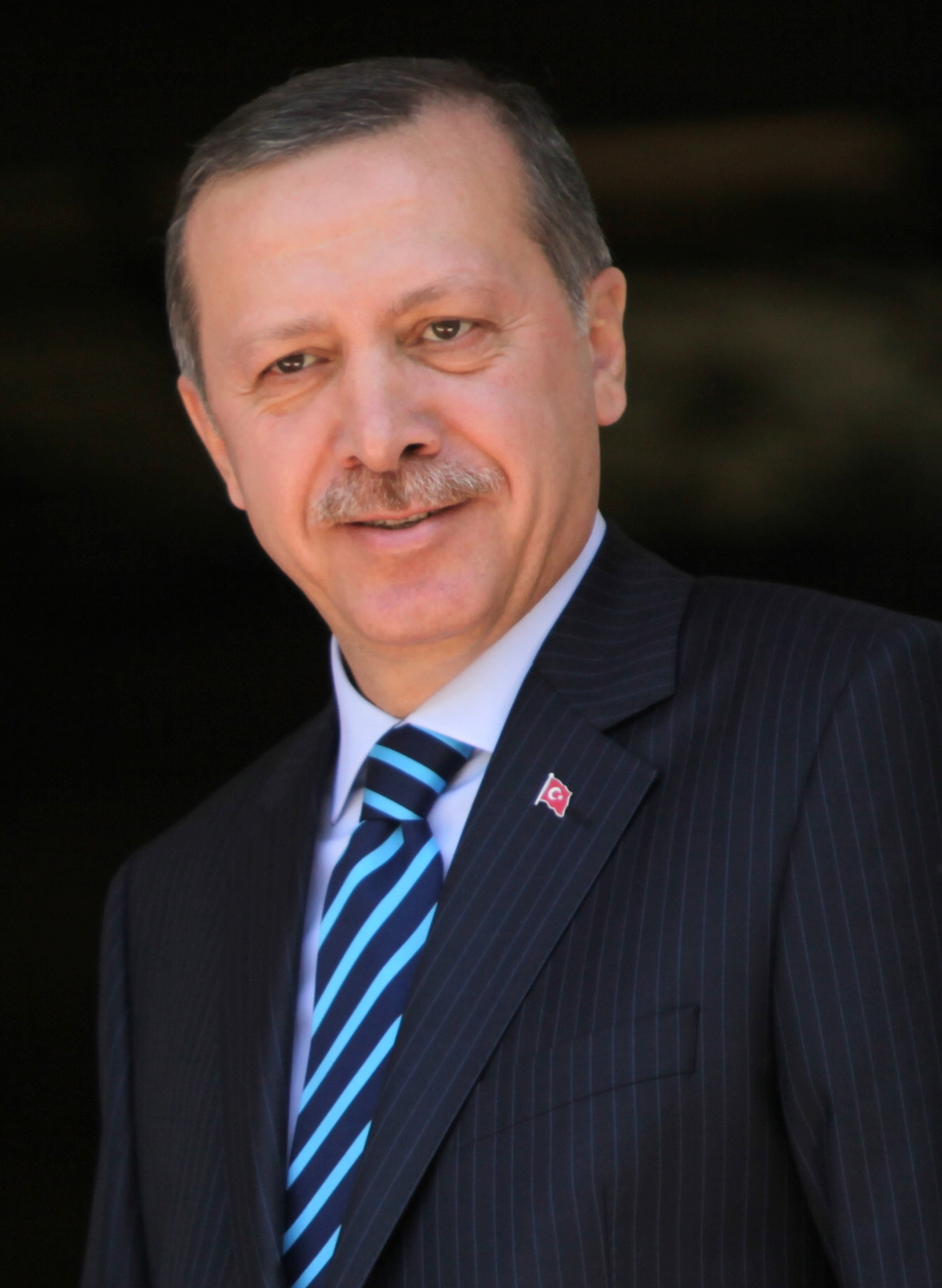
رجب طيب أردوغان قد انتخب ثلاث مرات رئيسا لمجلس الوزراء: ففي عام 2002 (بنسبة 34 ٪ من الأصوات الشعبية)، في عام 2007 (بنسبة 47 ٪) وفي 2011 (49 ٪).

وينتخب رئيس الوزراء من قبل البرلمان من خلال تصويت على الثقة في الحكومة، وغالبًا ما يكون رئيس الحزب الذي يملك أكبر عدد من المقاعد في البرلمان. رئيس الوزراء الحالي هو الرئيس السابق لبلدية إسطنبول رجب طيب أردوغان، حصل حزب العدالة والتنمية على الأغلبية المطلقة من مقاعد البرلمان في الانتخابات العامة عام 2002، التي نظمت في أعقاب الأزمة الاقتصادية لعام 2001، مع 34 ٪ من الاقتراع العام.
في انتخابات 2007 العامة، حصل حزب العدالة والتنمية على 46.6 ٪ من الأصوات، ويمكن أن يدافع عن أغلبيته في البرلمان. مع أن الوزراء ليس من الضروري أن يكونوا أعضاء في البرلمان، إلا أن الوزراء يملكون عضوية البرلمان في السياسة التركية في الغالب. في عام 2007، وقد وقعت سلسلة من الأحداث المتعلقة بعلمانية الدولة ودور السلطة القضائية في المجلس التشريعي. وشملت هذه الانتخابات المثيرة للجدل الرئيس عبد الله غول، الذي في الماضي كان متورطًا مع الأحزاب الإسلامية ؛، والحكومة في الذي اقترح رفع الحظر عن ارتداء الحجاب في الجامعات، والذي ألغي من قبل المحكمة الدستورية، مما يؤدي إلى غرامة وبالقرب من حظر الحزب الحاكم.
وقد تم تطبيق حق الاقتراع الشامل لكلا الجنسين في جميع أنحاء تركيا منذ عام 1933، وعلى كل مواطن تركي والذي أصبح 18 سنة من العمر الحق في التصويت. اعتبارًا من عام 2004، كان هناك 50 حزبًا سياسيًا مسجلا في البلاد. المحكمة الدستورية يمكن أن قطاع التمويل العام للأحزاب السياسية التي تعتبرها مناهضة للعلمانية أو انفصالية، أو حظر وجودها تماما.
هناك 550 عضوا في البرلمان الذين يتم انتخابهم لمدة أربع سنوات عن طريق نظام القوائم الحزبية بالتمثيل النسبي من 85 دائرة انتخابية والتي تمثل 81 محافظة الإدارية لتركيا (أسطنبول تنقسم إلى ثلاث دوائر انتخابية، في حين تنقسم أنقرة وأزمير في كل منهما لأن سكانها كبير). لتجنب برلمان معلق والتشرذم السياسي المفرط، والأحزاب الفائزة فقط ما لا يقل عن 10 ٪ من الأصوات في الانتخابات البرلمانية الوطنية والحق في الحصول على تمثيل في البرلمان. وبسبب هذه العتبة، في انتخابات عام 2007 سوى ثلاثة الأحزاب دخلت رسميا في البرلمان (مقابل اثنين في 2002).